# Алексєєвка (Хвастовицький район)
Алексєєвка (рос. Алексеевка) — присілок в Хвастовицькому районі Калузької області Російської Федерації.
Населення становить 31 особу. Входить до складу муніципального утворення Присілок Нехочі.

## Історія
Від 2004 року входить до складу муніципального утворення Присілок Нехочі

## Населення
| 2002 | 2010 |
| ---- | ---- |
| 74   | ↘31  |